# Vågig sågmossa
Vågig sågmossa (Atrichum undulatum) är en bladmossart som först beskrevs av Brotherus, och fick sitt nu gällande namn av Chen Pan-chieh, Wan Thung-ling, Xu Wen-xuan och Xiong Ruo-li 1984. Vågig sågmossa ingår i släktet sågmossor och familjen Polytrichaceae. Inga underarter finns listade i Catalogue of Life.

## Utbredning
Vågig sågmossa finns i Europa, Nordafrika, Asien och Amerika. I Nordamerika är den sällsynt och tros vara införd. Den är vanlig i södra Sverige och Norge, men är mycket sällsynt eller saknas helt i de norra delarna. På Svalbard anses den helt saknas, men den har eventuellt påträffats på Jan Mayen.